# Predrag Vejin
Predrag Vejin (Apatin, 17 de diciembre de 1992) es un jugador de balonmano serbio que juega de lateral derecho en el Olympiacos. Es internacional con la selección de balonmano de Serbia.

## Clubes
| Club                    | País                   | Año         |
| ----------------------- | ---------------------- | ----------- |
| RK Metaloplastika Šabac | Serbia                 | - 2013      |
| Ademar León             | España                 | 2013 - 2015 |
| Dunkerque HGL           | Francia                | 2015 - 2016 |
| Al Jazira Club          | Emiratos Árabes Unidos | 2016 - 2017 |
| RK Metalurg             | Macedonia del Norte    | 2017        |
| Ademar León             | España                 | 2017 - 2018 |
| RK Železničar 1949      | Serbia                 | 2018 - 2019 |
| Ramat Hasharon          | Israel                 | 2019 - 2020 |
| Orlen Wisła Płock       | Polonia                | 2020 - 2021 |
| RK Nexe Našice          | Croacia                | 2021 - 2024 |
| Olympiacos              | Grecia                 | 2024 - Act. |